# Wacław Zimpel To Tu Orchestra
Wacław Zimpel To Tu Orchestra albo To Tu Orchestra – polski nonet jazzowy założony w 2013 r. w klubie muzycznym Pardon To Tu w Warszawie z inicjatywy Wacława Zimpela.

## Skład[2]
- Wacław Zimpel - lider, klarnety, kompozycja
- Paweł Postaremczak – saksofony
- Dominik Strycharski - flety proste
- Maciej Cierliński - lira korbowa
- Mike Majkowski – kontrabas
- Wojciech Traczyk – kontrabas
- Paweł Szpura – perkusja
- Hubert Zemler – perkusja
- Jacek Kita – pianino

## Dyskografia
- 2014: Nature Moves (For Tune)